# Ștefan Stoica
Ștefan Stoica (n. 23 iunie 1967, Negoiești, Dolj) este un antrenor de fotbal și fost fotbalist român.
Din 21 septembrie 2015 până la sfârșitul lunii noiembrie, pentru trei meciuri, a fost selecționer al naționalei Moldovei, după ce l-a înlocuit pe Alexandru Curteian, care și-a dat demisia. În perioada iunie–noiembrie 2015 a fost antrenor principal al clubului Zimbru Chișinău și timp de două luni a pregătit în paralel atât clubul Zimbru, cât și echipa națională a Moldovei.
Stoica a mai antrenat echipele Gloria Buzău, FC U Craiova 1948, Farul Constanța și Internațional Curtea de Argeș, și a fost antrenor secund la Steaua București în mandatul lui Oleg Protasov și la Omonia Nicosia, sub comanda lui Ioan Andone.